# Skeleton tank
Skeleton tank (slovensko: Skeletni tank) je bil prototipni tank ameriške vojske v prvi svetovni vojni. Leta 1918 ga je izdelalo podjetje Pioneer Tractor Company.

## Zgodovina in opis
Cilj prototipa je bil narediti čim lažji tank primerljivih dimenzij britanskim težkim tankom. Za razliko od britanskih tankov, ki so bili obdani z oklepom, je ta tank imel v celoti zaprto le glavno kabino. Okoli kabine so bili le podporni stebri, ki so držali tank skupaj. Ta poteza je tanku drastično zmanjšala težo. Naloga projekta je bila tudi izboljšati vozne lastnosti in z zmanjšanjem teže je konstruktorjem to tudi uspelo. Največ vprašanj se je pojavilo pri zaščiti, ki je bila šibka točka tega tanka.
Skeleton tank je tehtal 9 ton, njegove mere pa so bile primerljive z ostalimi britanskimi težkimi tanki. Tank je imel do 20 ton lažjo konstrukcijo od tankov Mark IV in Mark V. Posadko sta sestavljala dva človeka, voznik in strelec, ki je uporabljal strojnico kalibra 7,62 mm v vrhnji kupoli tanka.
Tank skeleton ni bil nikoli v redni proizvodnji. Prototip je restavriran v muzeju United States Army Ordnance Museum.